# Brandy Norwood
För artistens första studioalbum med samma namn, se Brandy (album)
Brandy Rayana Norwood, känd mononymt som Brandy, född 11 februari 1979 i McComb, Mississippi, är en amerikansk sångare, låtskrivare och skådespelare. Under 1990-talet kom Norwood att beskrivas som ett "kulturellt fenomen" när hon som tonåring, nästan samtidigt, slog igenom i musik-, film- och modellbranschen. Hennes studioalbum har sedan dess sålts i 40 miljoner exemplar internationellt och Recording Industry Association of America (RIAA) listar henne 2014 som en av USA:s bäst säljande artister med 10,5 miljoner certifierade album. Norwood rankas bland 1990-talets 20 mest framgångsrika popsångare samt bland de 50 största och framgångsrikaste tonårsstjärnorna i musikhistorien. För sina insatser inom populärmusik har hon vunnit över hundra prisnomineringar och belönats med titeln "Princess of R&B".
Norwood växte upp i ett kristet hem i Los Angeles och sjöng i sin fars kyrkokör. Vid två års ålder framförde hon sitt första gospelsolo. Norwood fick ett skivkontrakt med Atlantic Records vid 13 års ålder. Debutalbumet Brandy kom i september 1994 och certifierades fyrdubbel platina av RIAA och genererade R&B-ettorna "I Wanna Be Down" och "Baby". Norwoods karriär eskalerade följande år med huvudrollen i TV-serien Moesha som sändes i sex säsonger på UPN. 1997 handplockades hon av Whitney Houston att spela rollen som Askungen i den Emmy-belönade omarbetningen med samma namn. Hon blev därmed den första skådespelaren med afroamerikanskt påbrå att spela denna roll.
Norwoods andra studioalbum Never Say Never kom i juni 1998 och såldes i 16 miljoner exemplar globalt. Albumet innehöll den populära låten "The Boy Is Mine" (duett med Monica Arnold) som Grammybelönades och låg etta i 13 raka veckor på USA:s singellista. Bland ytterligare hits hör titlarna "Brokenhearted", "Sittin' Up in My Room", "Have You Ever?" och sin cover av Phil Collins "Another Day in Paradise". Sedan 1990-talet har Norwood fortsatt varit aktiv inom nöjesindustrin med ytterligare albumutgivningar som nått toppen av försäljningslistorna, däribland Full Moon (2002), Afrodisiac (2004) och Two Eleven (2012). Hon har deltagit i Dancing with the Stars, skådespelat i ett flertal filmer och TV-serier och gjort Broadway-debut i musikalen Chicago.

## Uppväxt

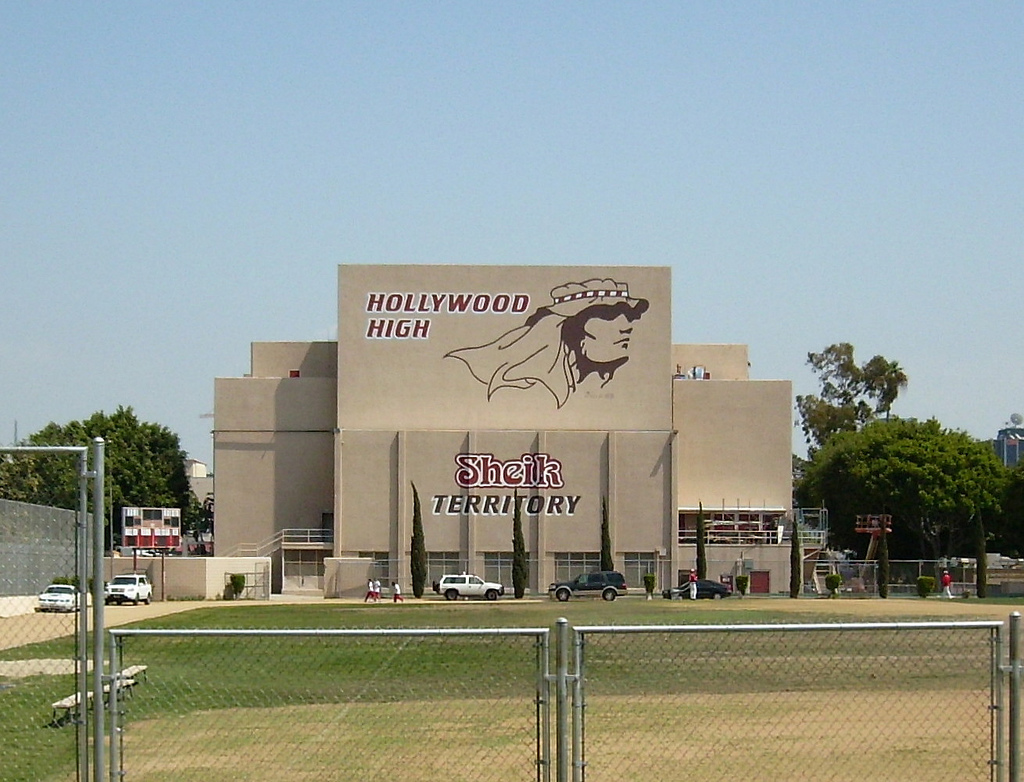
När familjen flyttade till L.A. gick Brandy i Hollywood High School.

Brandy Norwood föddes i McComb, Mississippi. Hon är dotter till Willie Norwood, gospelsångare och kyrkokörsledare och Sonja Norwood, tidigare distriktsmanager på skatteföretaget H&R Block. Brandy är syster till sångaren William Raymond "Ray J" Norwood Jr och kusin till rapparen Snoop Dog. Brandy växte upp i ett kristet hem och började sjunga genom pappans arbete i kyrkokören i Brookhaven Church of Christ i samhället Brookhaven, Mississippi. Där sjöng Norwood sitt första gospelsolo vid två års ålder. 1983, när hon var fyra år gammal, flyttade familjen till Carson, Kalifornien, söder om Los Angeles. Där skolades Norwood i Hollywood High Performing Arts Center. Vid sju års ålder var Brandy på sin första Whitney Houston-konsert. Hon blev en fan av artisten vilket ökade hennes eget musikintresse. Norwoods föräldrar uppmuntrade henne att följa sina drömmar och vid elva års ålder började Brandy besöka olika talangtävlingar. Hon blev medlem i en ungdomsgrupp och fick tillfälle att sjunga på flera lokala tillställningar. År 1990 fick hon ett kontrakt med Teaspoon Productions lett av Chris Stokes och Earl Harris, vilket i sin tur ledde till ett jobb som bakgrundssångare åt pojkbandet Immature.
År 1993 sjöng Brandy inför Atlantic Records chef Darryl Williams som erbjöd henne ett skivkontrakt. För att kunna vara manager åt sin dotter slutade Sonja sitt jobb och Brandy hoppade av Hollywood High School för att sedan få hemundervisning. Under inspelningen av Brandys debutalbum fick hon rollen som Danesha Turrell i ABC:s komediserie Thea. Brandy spelade den 12-åriga dottern till huvudpersonen, Thea Turrell (Thea Vidale). Serien hade aldrig några höga tittarsiffror och lades ner åtta månader efter premiären. Norwood nominerades till en Young Artist Award i kategorin "Outstanding Youth Ensemble in a Television Series". Vid en tillbakablick mindes Brandy att hon var glad att serien avslutades eftersom dessa inspelningar kolliderade med produktionen av hennes debutalbum. "Jag tyckte hemskt synd om alla inblandade utom mig själv. För min egen del var det mest positivt för då kunde jag ägna mig åt det jag verkligen ville och det var att sjunga".

## Karriär

### 1994–1996: Musikdebut ochMoesha
Darryl Williams anställde musikproducenten Keith Crouch och R&B-bandet Somethin' for the People för att jobba med Brandy och inom åtta månader sammanställde teamet debutalbumet Brandy. Skivan bestod av street-orienterade rhythm-and-blueslåtar som hade inslag av hiphop soul med låttexter som framhävde Norwoods ungdomliga och oskuldsfulla image. Hon summerade senare låtarna på skivan som unga och sårbara: "Jag visste egentligen inte så mycket- allt jag ville göra var att sjunga. Man kan lätt förstå att det är en person som sjunger genuint, utan någon egentlig erfarenhet. Jag sjöng om att vara attraherad av det motstående könet men hade ingen erfarenhet av det." Skivan släpptes i september 1994 och klättrade till tjugondeplatsen på amerikanska albumlistan Billboard 200. Albumet bemöttes mestadels positivt av musikkritiker. AllMusics skribent Eddie Huffman klargjorde att Norwood var en "Janet Jackson med lägre register eller en modernare Mary J. Blige."  Anderson Jones vid Entertainment Weekly skrev följande i sin recension: "Tonårs-skådespelerskan Brandy spelar sin ålder - ett brådmoget och lyckat försök som verkar vara byggd på filosofin 'Om Aaliyah kan, varför skulle inte jag kunna?'."  Brandy såldes i över sex miljoner exemplar internationellt och certifieras fyrdubbel platina av RIAA. Albumet gav Norwood två Grammy Award-nomineringar med utmärkelserna "Best New Artist" och "Best Female R&B Vocal Performance". Hon vann fyra Soul Train Music Awards, två Billboard Awards och en New York Children's Choice Award. Fyra topp-tio hits släpptes från skivan, däribland "I Wanna Be Down" och "Baby" vilka båda klättrade till toppen på USA:s R&B-lista och certifierades guld respektive platina av RIAA. I oktober 1994 uppträdde Brandy som öppningsakt på Boyz II Mens nationella turné. I augusti 1995 spelade Norwood och gruppens ledsångare Wanya Morris in en duett av hennes albumspår "Brokenhearted". Låten gavs ut som den fjärde och sista singeln från Brandy och nådde topp-tio på den amerikanska singellistan.
Den 16 mars 1995 meddelades att produktionsbolaget Big Ticket Television arbetat fram ett kontrakt med Norwood som skulle spela huvudrollen i ny TV-serie på TV-kanalen UPN. Ralph Farquhar blev chefsproducent för Moesha vars avsnitt skrevs av Sara V. Finney och Vida Spears. Norwood spelade huvudkaraktären, Moesha Mitchell, en typisk 16-årig afroamerikansk flicka från Los Angeles. Deltagarna i Situationskomedin utgjordes enbart av afroamerikanska skådespelare och gjorde Norwood till den första svarta tonåringen med en egen tv-serie. I birollerna sågs bland annat Sheryl Lee Ralph och Countess Vaughn. Pilotavsnittet sändes den 23 januari 1996 och inom en månad var Moesha en vinnare jämfört med andra serier. Tidskriften Newsweek skrev att serien var en "förvånansvärt stor hit". Tillsammans med science fiction-programmet Star Trek: Voyager blev Moesha snabbt UPN:s mest sedda serie med tittarsiffror som fortsatte att öka efter varje säsongsfinal. Handlingen hölls fräsch genom att handla om vardagliga problem som tonåringar går igenom i skolan och hemma. Norwood sjöng aldrig, men seriens skapare var beslutna att göra programmet inne bland unga genom att ta med populära artister som gästskådespelare. Usher, Nancy Wilson, Little Richard, MC Lyte och basketproffset Kobe Bryant var några som hade kortare roller i serien. Norwoods insatser belönades med en NAACP Image Award med utmärkelsen "Outstanding Youth Actor/Actress". 1996 bidrog hon med filmmusik till Batman Forever och Hålla andan, den senare filmens soundtrack, "Sittin' Up in My Room", blev en ytterligare andraplats-hit. Norwood samarbetade även med Tamia, Chaka Khan och Gladys Knight på singeln "Missing You" från filmen Set It Off. Sånginsatsen bidrog till Norwoods tredje Grammy Award-nominering i kategorin "Best Pop Collaboration with Vocals".

### 1997–1999:Askungen,Never Say Neveroch filmdebut
År 1997 fick Norwood ett samtal från sångaren Whitney Houston som var verkställande producent för en omarbetning av Askungen. Norwood kom att spela titelkaraktären i filmen vilket skapade historia då det var första gången en afroamerikanska spelade den rollen. Norwood blev nära vän med Houston, som utnämnde sig till hennes gudmor. I TV-filmen spelade även mångkulturella skådespelare som Jason Alexander, Whoopi Goldberg, Bernadette Peters och Houston. Den två timmar långa "Wonderful World of Disney"-specialen sågs av 60 miljoner tittare, vilket gav bolaget de bästa tittarsiffrorna på 16 år. Versionen vann därefter en Emmy Award. Samma år började Norwood arbeta på en uppföljare till sitt debutalbum trots att hon inte visste om hon ville fortsätta sin musikkarriär. Atlantic Records anlitade Rodney "Darkchild" Jerkins för att producera låtar till albumuppföljaren, med den självbiografiska titeln Never Say Never. Norwood medförfattade och producerade sex av låtarna till albumet. Huvudsingeln, The Boy Is Mine, en duett med den jämngamla R&B-stjärnan Monica, sålde över en miljon kopior under en period av två veckor och tillbringade 13 veckor som etta på musiklistan Billboard Hot 100. Vid tidpunkten gjorde detta singeln till den näst största duetten i USA:s musikhistoria och till dagens dato den tredje största. Norwood och Monica vann varsina Grammy Awards med utmärkelsen "Best R&B Performance by a Duo or Group with Vocal". Låtens popularitet berodde främst på att media, redan innan duettens utgivning, spekulerade i att de båda sångerskorna var rivaler och ovänner. Låtens handling, två kvinnor som bråkar om samma pojkvän, var därför ett perfekt ämne för sångarna att sjunga om. Never Say Never gavs ut den 9 juni 1998 och debuterade på andraplatsen på Billboard 200 med 160.000 sålda exemplar. Stephen Thomas Erlewine från Allmusic, prisade Norwood och hennes team för att ha hittat ett "mellanting av Mariah Carey och Mary J. Blige- det är vuxet med en lätt touch av 'street'." Inom sex månader sålde skivan över tre miljoner kopior i USA och toppade listor i Kanada, Schweiz, Nederländerna och Tyskland. Fram till 2010 hade Never Say Never sålts i över 16 miljoner kopior internationellt och certifierats 5× platina av RIAA. Skivan nominerades bland annat till fyra Grammy Awards och två American Music Awards.
Parallellt med musiken debuterade Norwood i biograferna med rollen som Karla Wilson i rysaren Jag vet fortfarande vad du gjorde förra sommaren. Även om filmen hade en publik på 16,5 miljoner under premiärveckan var den kritiska reaktionen mot filmen en besvikelse. Webbplatsen Rotten Tomatoes beräknande att filmen endast fick 3.3 av 10 i betyg baserat på 53 recensioner. Norwood fick dock positiva recensioner för sitt "livliga" presterande som gav henne Blockbuster Entertainment Award- och MTV Movie Award-nomineringar för "Bästa skådespelerska" respektive "Bästa kvinnliga prestation". Den 13 april 1999 sändes konserten VH-1: Divas Live/99 där Norwood, Tina Turner, Whitney Houston och Cher var huvudnummer. Norwood framförde sin listetta "Have You Ever?", "Almost Doesn't Count" och sin version av "(Everything I Do) I Do It for You". Galan sågs av 9,5 miljoner amerikaner och blev det mest sedda programmet i VH-1:s historia. Den 16 maj 1999 sågs Norwood i huvudrollen tillsammans med Diana Ross i TV-filmen Double Platinum. Både Norwood och Ross var chefsproducenter för filmen som spelades in under 20 dagar i New York.
Senare under året begav sig Norwood på sin första världsturné, Never Say Never World Tour, som hade slutsålda arenor i Eurasien, Oceanien och Nordamerika. Flera författare skrev böcker om hennes karriär och liv och det amerikanska leksaksföretaget Mattell skapade en Brandy-barbiedocka, "The Brandy Doll", som snabbt blev en av de populäraste "kändis-dockorna" i USA. Serietidningsförlaget DC Comics publicerade även serietidningar med Norwood i huvudrollen.

### 2000–2005:Full MoonochAfrodisiac
År 2000 beslutade UPN att lägga ner Moesha trots fortsatt höga tittarsiffrorna som även lett till en spinoff; The Parkers. Detta lämnade serien utan fortsättning på en cliffhanger och en inställd sjunde säsong. Norwood fortsatte sin musikkarriär med att spela in en cover på Phil Collins hitlåt "Another Day In Paradise" till hans hyllningsalbum Urban Renewal: A Tribute to Phil Collins. Låten gavs ut som den första singeln från skivan på den europeiska marknaden och blev en omedelbar hit med topp-tio positioner i de flesta länder. Norwoods tredje studioalbum, Full Moon, släpptes den 25 februari 2002. Skivan märkte Brandys första album på fyra år och även sångerskans debut som vuxen i musikvärlden. Musiken speglade Brandys mognad och hade ett futuristiskt stuk. Många av låtarna skapades av Jerkins och hans "Darkchild-team" samt Warryn Campbell och Mike City. Full Moon presterade bra på USA:s musiklistor. En månad efter utgivningen platinabelönades skivan av RIAA med en försäljning på 1 miljon sålda exemplar. Full Moon nominerades till en Grammy Award med utmärkelsen "Best Contemporary R&B Album". Huvudsingeln, "What About Us?", en "kaxig och rytmisk" upptempo-låt, beskrevs som "olik allt annat på radion" av Billboard. Låten blev en av sångerskans största hits hittills med topp-tio-placeringar i de flesta länder.

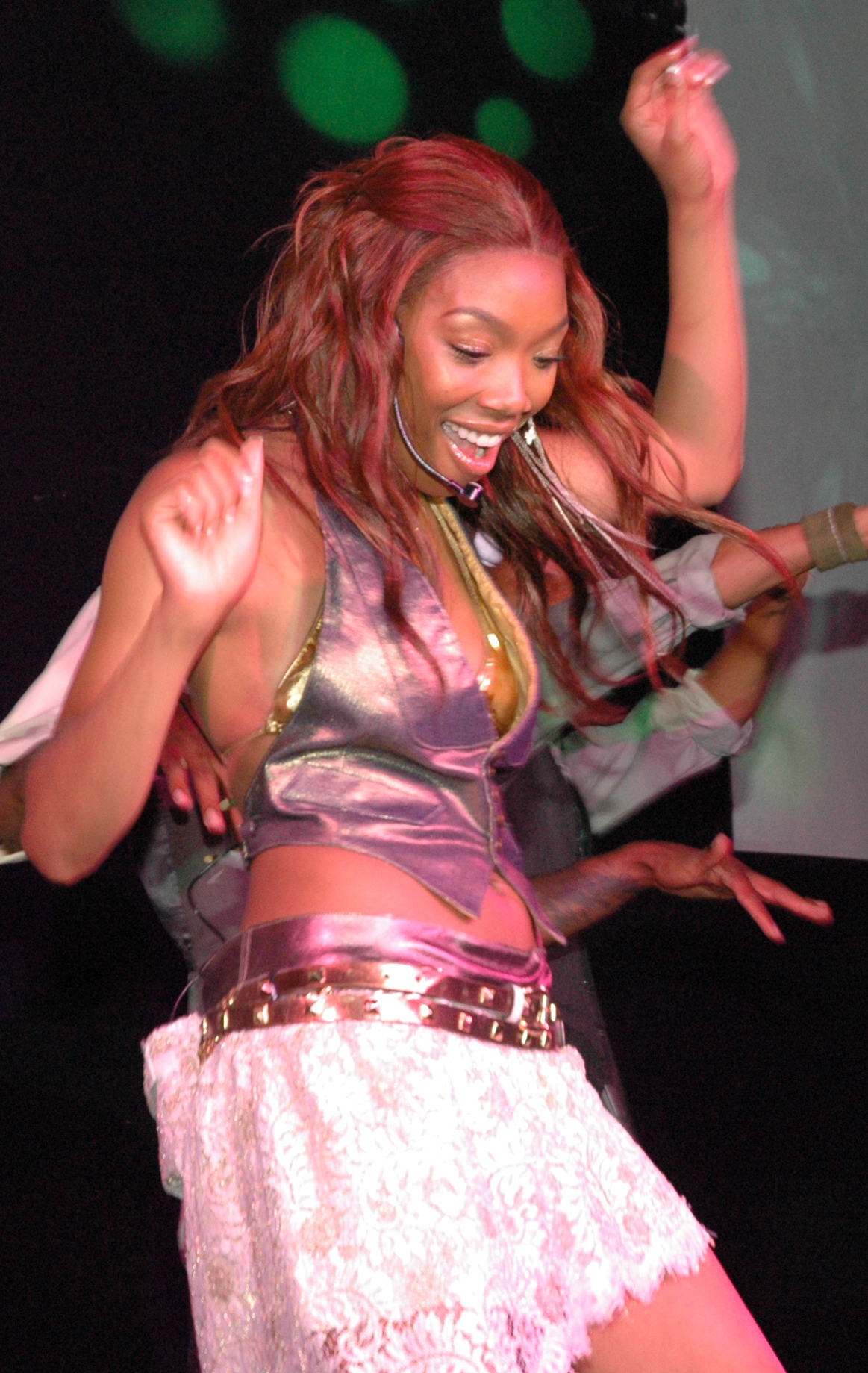
Norwood framför "Afrodisiac" 2004.

Norwoods fjärde studioalbum Afrodisiac släpptes den 28 juni 2004 och blev det kortaste mellanrummet mellan två album av sångaren. "Det enda jag ville göra efter födseln var att sjunga" förklarade Norwood i en intervju med Expressen. Brandy tackade nej till ett fortsatt samarbete med Rodney Jerkins, och anlitade i stället musikkompositören Timbaland för att producera större delen av skivan. Brandys nya skiva debuterade på tredjeplatsen på Billboard 200 med en första veckas försäljning på 131 700 exemplar. Afrodisiac sålde mindre än tidigare album men mottog en guldcertifiering av RIAA för över 500 000 kopior skickade till affär. Inför albumutgivningen valde Brandy att inte längre ha sin mamma, Sonja, som manager utan anlitade istället Benny Medina, som tidigare handlett Jennifer Lopez. Medina var till största del drivkraften bakom Brandys beslut att planera en sexigare och lekfullare image. Detta ledde bland annat till ett omdiskuterat omslag på Vibe Magazine. Den nya stiländringen bemöttes med blandade reaktioner. Essence Magazine menade att den nya stilen inte var "trovärdig". Det blev klart att Brandys arbetsrelation med Benny Medina inte fungerade och att han, enligt uppgift, skötte sångerskans affärer slapphänt. Detta resulterade i misslyckade förhandlingar om en duettversion av skivans andra singel, "Who Is She 2 U", med sångaren Usher och en gemensam världsturné. Brandy avslutade sitt samarbete med honom. Händelsen fick sångerskan att värdera sin relation med Sonja. Brandy elaborerade: "Att byta manager fungerade inte för mig, det var en sådan drastisk förändring. Ingen kan matcha hennes passion." Trots de lägre försäljningssiffrorna blev Afrodisiac Brandys hittills mest kritikerrosade album i karriären. Allmusic jämförde Brandy med "Janet Jackson när hon är som bäst" och albumet fick senare en Grammy Award-nominering. Norwood beskrev cd:n som sitt mognaste och mest mångfacetterade försök: "Jag ville bara sjunga från hjärtat och koppla samman med folk. Nu när jag mognat och blivit äldre kan jag sjunga mig in i folks hjärtan, det kunde jag inte förut."
Efter elva år hos Atlantic Records begärde Brandy att villkorslöst få lämna bolaget - vilket beviljades i slutet av 2004. Sångerskan uttryckte sin önskan att få "gå vidare" som en av huvudorsakerna bakom beslutet. För att avsluta sitt kontrakt med bolaget släpptes sångerskans första samlingsalbum, The Best of Brandy i mars år 2005. Skivan gavs ut utan någon marknadsföringssingel men nådde topp-trettio i Australien, England och USA. Samlingen uppskattades av kritiker som noterade kreativiteten i Brandys arbeten. Andy Kellman vid Allmusic skrev: "Det här albumet skiljer sig från samlingsalbum utgivna av hennes jämlika och är inte en samling som utmärker fluktuerande popularitet eller kreativitet."

### 2006–2010:America's Got Talent,Humanoch världsturné
I februari 2006 hade Norwood en återkommande roll i komediserien One on One och spelade systern åt sin bror Ray Js karaktär D-Mack. I juni samma år anställdes Norwood som en av tre domare i den första säsongen av talangtävlingen America's Got Talent som producerades av Simon Cowell och sändes på NBC. Serien blev ett av sommarens mest-sedda program och avslutades den 17 augusti med 11-åriga Bianca Ryan som vinnare. Norwood var planerad att komma tillbaka till andra säsongen av serien. På grund av den bilolycka som hon var involverad i meddelade Norwood att hon inte kunde ge serien den "uppmärksamhet och tillgivenhet som den förtjänade". Hon ersattes av realitystjärnan Sharon Osbourne.
I början av 2008 skrev Norwood på för skivbolaget Epic Records. Hon återförenades med Rodney "Darkchild" Jerkins som skrev låtar till Norwoods femte studioalbum, Human, tillsammans med Natasha Bedingfield, RedOne och LeShawn Daniels. Ett nytt sound skapades som nu bestod av pop och country. I en intervju sa Norwood: "De senaste åren har jag försökt att komma på fötter. Jag känner mig lyckligt lottad över att ha hittat tillbaka till mitt syfte här i livet, vilket är att göra musik. Det jag vill uppnå är att åter få koppla samman med mina fans. Jag vill inte bara sjunga mina låtar utan även deras." Första singeln från albumet blev "Right Here (Departed)" som nådde plats 32 på amerikanska Hot 100-listan. Human släpptes i december samma år och gick in på femtondeplatsen på amerikanska albumlistan Billboard 200. Den lägsta listplaceringen sedan Norwoods första album fjorton år tidigare resulterade i att Epic avslutade sitt skivkontrakt med Norwood. Hon fortsatte dock att marknadsföra albumet under 2009 med sin andra världsturné, Human World Tour också känd som Just Human Tour. Hon besökte länder som Frankrike, Sverige, Danmark, England och Tyskland. Mot slutet av året medverkade Norwood som gästartist på Timbalands Shock Value II. Där introducerade sångerskan sitt rapp-alter ego Bran' Nu som bemöttes positivt av musikkritiker.

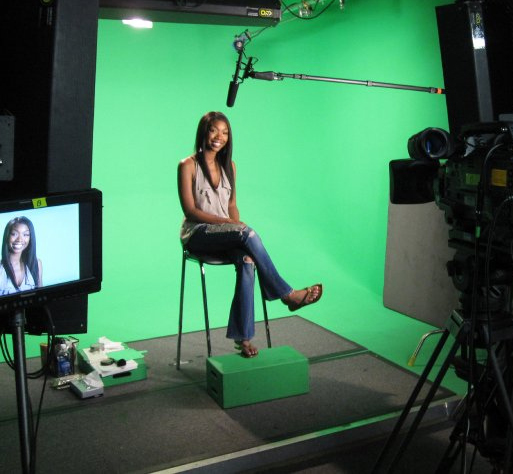
Norwood under inspelningen till sin realityserie Brandy and Ray J: A Family Business (2011).

I april 2010 debuterade realityserien Brandy and Ray J: A Family Business på VH1 där Norwood, Ray J och deras föräldrar var frontfigurer. Serien dokumenterade syskonens liv medan de tog på sig en större roll i familjeföretaget R&B Productions. Serien, som till stor del producerades av familjen, sändes i elva avsnitt under våren och förnyades med en andra säsong som sändes under hösten samma år. Ett medföljande soundtrackalbum; A Family Business gavs ut följande år via skivbolaget Saguaro Road Records. Kritiker som The Washington Post klargjorde att albumet var "pinsamt och bedårande och väldigt, väldigt enhetlig." A Family Business misslyckades att ta sig in på några topplistor men innehöll tre marknadsföringssinglar, däribland spåret "Talk to Me". Under hösten samma år var Norwood och hennes danspartner Maksim Chmerkovskiy deltagarna i den elfte säsongen av Dancing with the Stars. Hon slutade på plats fyra i tävlingen vilket chockade domare, tittare och andra deltagare då Norwood varit en av de mest framträdande genom seriens gång.

### 2011–2015: TV- och filmprojekt,Two Elevenoch Broadway
I augusti 2011 bekräftades att Norwood skrivit på för skivbolaget RCA Records och Prescotts Chameleon Records. I september var Norwood en av mentorerna i talangtävlingen Majors & Minors som skapades av musikern Evan Bogart. Serien sändes på den amerikanska kanalen The Hub och följde en grupp unga sångare i åldrarna 10–16 som fick chansen att bli vägledda av artister som Norwood, Ryan Tedder och Leona Lewis. I en intervju med MTV sa sångaren: "Jag tyckte iden var fantastisk. Att hylla och vägleda barn på deras resa i att bli, ni vet, artisten som de redan är inombords. Det tog mig tillbaka till mina unga år när jag som 15-åring ville bli en artist. Jag ville verkligen vara involverad i det här projektet." Senare samma år fortsatte Norwood sin skådespelarkarriär med återkommande roller i tonårsdramat 90210 och i den fjärde säsongen av Lifetimes komediserie Drop Dead Diva, där hon gestaltade Elisa Shayne.
År 2012 fick Norwood en återkommande roll i komediserien The Game som sändes på BET. Norwood gestaltade Chardonnay, en "kaxig" bartender som hon beskrev som en "ghetto-fabulös diva". Hon fick en permanent roll i följande säsong som fortsatte fram till seriens avslut 2015. I februari återförenades Norwood med Monica Arnold på singeln "It All Belongs to Me" som inkluderades på Arnolds studioalbum New Life. Norwood arbetade med Bangladesh, Sean Garrett, Rico Love och Chris Brown på sitt sjätte studioalbum Two Eleven som släpptes den 16 oktober 2012. Albumet blev Norwoods återkomst till ett mera "autentiskt R&B-sound" som hon själv beskrev som "progressivt". Two Eleven gick in på förstaplatsen på amerikanska R&B-listan och blev Norwoods andra albumetta i karriären. Albumet mottog positiv respons från musikkritiker och betraktades som en "blygsam återkomst till rampljuset". Fram till januari 2013 hade Two Eleven sålts i 155.000 exemplar. Huvudsingeln från projektet, "Put It Down", nådde tredjeplatsen på amerikanska R&B-listan och blev Norwoods första topp-tio hit på tio år.
I mars 2013 sågs Norwood i den amerikanska dramafilmen Temptation: Confessions of a Marriage Counselor tillsammans med skådespelare som Jurnee Smollett-Bell, Lance Gross och Vanessa L. Williams. Norwood spelade rollen som Melinda, en kvinna som flyr från sitt förflutna och bär på mörka hemligheter. Filmen mottog mestadels negativ kritik från recensenter men blev en framgång i box office. I juni skrev Norwood på för managementbyrån Creative Artists Agency belägen i Los Angeles. I oktober samma år bekräftade sångaren att hon börjat jobba på sitt sjunde studioalbum. Hon spelade in ny musik tillsammans med Mike Will Made It som jobbade med Norwood på föregående album och uttryckte sin önskan att åter få arbeta med Timbaland och Pharrell Williams. I november 2013 meddelades att Norwood påbörjat inspelningen till en ny TV-serie producerad av Tyler Perry. Norwood är planerad att spela huvudrollen medan William Allen Young och Sheryl Lee Ralph ses i birollerna.

## Andra satsningar
Under sista kvartalet av 1998 valde Norwood att satsa på en modellkarriär och hon fick ett kontrakt med Cover Girl. Hon blev den första sångaren att lansera en modellkarriär, en trend som senare följdes av andra artister, så som Faith Hill och Queen Latifah. I en intervju om den nya satsningen sa artisten: "Jag visste att Cover Girl skulle bli ett stort steg i min karriär och jag är glad över att få uppleva det. Det är smickrande att följa Christie Blinkley och Tyra Banks fotspår." Samma år blev hon en av de första afroamerikanska kvinnorna i USA:s historia att få kontrakt med Wilhelmina Models vilket i sin tur ledde till ett kontrakt med DKNY Jeans Juniors värt 5 miljoner amerikanska dollar.
År 2004 blev Brandy talesperson för Ultima Hair, ett amerikanskt företag som producerar löshår. Hennes låtar "Afrodisiac" och "Who Is She 2 U" blev märkets signaturmelodier. I en intervju sade hon; "Ordet som beskriver det här håret är frihet. Mitt liv är så krävande med både musiken och min dotter. Det är skönt att slippa tillbringa en massa tid på att fixa håret. Det tar bara 5-10 minuter sen är det klart." Under 2006-2008 var hon frontfiguren för märkets reklamkampanj och syntes i tidningar och TV. Hon uppträdde bland annat vid Bronner Brothers International Hair Show och sågs på förpackningen till serien Pro10.

### Filantropi
Den 18 oktober 1994 meddelade Atlantic Records att Brandy skulle samarbeta med miljöorganisationen Earth Jam på en nationell turné. Earth Jam High School Tour besökte skolor runt om i USA och blandade scenuppträdanden av Brandy med undervisning om återvinning och att vara miljösmart. I en intervju sa sångerskan: "Unga måste få veta att miljön är viktig och vi måste göra vad vi kan så att vi kan fortsätta leva i den. Jag tror inte att vi gör tillräckligt." Varje skolbesök varade i 45 minuter och Brandy fick en chans att prata i mindre grupper med skolelever om alkohol och droganvändning. I en intervju med Sister 2 Sister sade hon: "Jag pratar med mina jämngamla om att dricka alkohol och använda droger. Jag berättar att det bara förvränger saker i deras huvuden. Jag tycker det är fel." Turnén startade den 1 november 1994 i Houston, Texas. Under sommaren år 1995 utsågs Brandy till ambassadör för Sabriya Castle of Fun Foundation, en organisation som jobbar med dödligt sjuka ungdomar. Hon deltog i BET:s (Black Entertainment Television) "Back to School Program" och talade på amerikanska skolor om vikten av utbildning. Samma år utsågs hon till ambassadör för år 1995:s Sears/Seventeen Peak Performance Scholarship Program. Brandy valdes för att hon hade förkroppsligat uttrycket "Allt är möjligt" och var en positiv förebild för unga flickor runt om i världen. Den 5 oktober 1995 deltog sångerskan i konserten UrbanAID 4 Lifebeat som hölls på Madison Square Garden i New York. Projektet skapades av skivbolagschefen Andre Harrell och Lifebeat i syftet att öka medvetenheten om aids och skydd. UrbanAID 4 Lifebeat var en nationsvid rörelse som skapade insamlingar, intresse och medvetenhet bland skolungdomar. Programmet inspirerades av rapparen Eazy-E som dött i Aids. Förutom Brandy deltog bland annat Salt-N-Pepa, Mary J. Blige, The Notorious B.I.G., Naughty by Nature och Queen Latifah. I en intervju sa Brandy: "Jag uppmuntrar till att utöva säkert sex på grund av aidsviruset och andra könssjukdomar. Det behövs bara en gång för att man ska drabbas av aids eller hiv." Utöver sitt uppträdande spelade hon även in uppmaningar till allmänheten som sändes på TV.
Tillsammans med sin bror, Ray J, startade hon The Norwood Kids Foundation, som fokuserade på att hjälpa utsatta barn i de fattigare delarna av USA. I en intervju sade hon: "The Norwood Kids Foundation är en organisation som jag försöker bygga för att hjälpa barn och människor i mina hemtrakter. Jag ordnar med julklappar till jul, kalkoner till Thanksgiving, äggjakt kring påsk. Jag känner att det här är något jag vill göra. Tacka folk för att de har stöttat mig genom åren. Även om jag inte höll på med musik eller gjorde något annat i nöjesbranschen så skulle jag ha velat ägna mig till välgörenhet. Om man inte gör bra saker när man kan, behöver man inte vara på den här planeten." År 1998 gick Brandy samman med skådespelaren Meryl Streep, musikern Bon Jovi, och modellen Christie Brinkley för att uppmuntra unga att läsa tidningar. Tillsammans ingick de i Newspaper Association of Americas reklamkampanj "It All Starts With Newspapers" som diskuterade effekten nyhetsläsning har bland unga. I en intervju sa NAM-VD:n John F. Sturm: "Den här kampanjen har varit en stor succé, inte bara för att den påminner folk om att tidningsläsning är ett fantastiskt sätt för barn att lära sig läsa, utan den har också förstärkt människors positiva bild av vår industri." I reklamkampanjen syntes Brandy i annonser i tidningar och TV. Hon var även en supporter för flera afroamerikanska organisationer, däribland The National Council of Negro Women, The Black Familiy Reunion och The Brotherhood Crusade. År 1999 utsågs Brandy av Unicef som den "Första internationella talespersonen för unga". Med titeln fick sångerskan i uppgift att åka utomlands till fattiga länder och möta de barn som hjälptes av organisationen. Brandys huvudsakliga uppgift blev att öka medvetenheten för UNICEF:s Trick or Treat-insamling. Hennes låt "One Voice" från albumet Never Say Never blev senare ledmotivet till UNICEF:s 50-årsjubileum.

## Artisteri

### Röst och musikalisk stil
"Jag tycker att min sexualitet är privat. Jag känner mig oerhört blyg inför tanken att vara 'sexig'. Den delen av mig är mycket stängd för allmänheten. Jag har sålt miljontals skivor med mina kläder på."

Brandy Norwood är en alt med ett röstomfång på tre oktaver och en halvton. Hon har ofta blivit prisad för sin raspiga och lätt 'trötta' röstton. Josh Love på Stylus Magazine prisade hennes röst som "underbar" och "odramatisk" medan Nicolas Paul Godkin vid Designer Magazine skrev: "Hennes hesa, ljuva toner är de som imponerar mest". David Browne vid Entertainment Weekly klargjorde hennes röst som "kudd-mjuk" och Keya Modessa på The Situation beskrev Brandys röst som "Djup, het och annorlunda". Norwood har ofta blivit uppmärksammad för att vara skicklig inom melism men kanske främst för det flitiga användandet av så kallad "flerspårsinspelning". Ett sätt för sångaren att utarbeta harmonisk och komplex bakgrundssång, en teknik som har blivit hennes signatur. Musikjournalisten Andrew Chan vid Slant Magazine skrev: "Brandys subtila manipulation av klangfärg och textur belönar den som lyssnar noga, vilket är ovanligt i popgenren. Sångarens huvudsakliga anspråk på teknisk virtuositet har alltid varit hennes långa, böljande sångslingor vilka många R&B-fans vördar henne för."
Norwoods första album bestod av R&B med inslag av både gospel och soul. Hennes låttexter beskrev ofta olika typer av förälskelser, från vänskapskärlek till romanser mellan två parter. Efter att ha slagit igenom med "I Wanna Be Down" sommaren 1994 förvandlades Norwood snabbt till USA:s nya R&B-prinsessa. Tidskriften Essence Magazine skrev: "Hon är USA:s 'sweatheart'. Klyftig, söt, en ung amerikansk 'grannflicka'. Hon har verkligen blivit en förebild för många." Till sitt andra studioalbum, Never Say Never (1998), ville Brandy ta ett steg bort från tuggummipopen och istället framställa sig som en ung kvinna med hjälp av ballader om hjärtkross och svek. På uppföljaren, Full Moon (2002), övergavs tonårsmaneret för en mer vuxen och sensuell framtoning. Tillsammans med sin image hade också rösten genomgått en förändring då den inte längre innefattade "raspigheten", som fram till dess hade varit något av sångerskans signatur. Nu hade den mer värme och djup med association till raspighet. Musiken reflekterade också förändringen, låtar som "When You Touch Me" och "Like This" utforskade vuxna och sexuella ämnen. Där blandades R&B med kraftiga influenser av UK garage och dubstep, med progressiva futuristiska vibbar.
År 2004 hade hennes stil ändrats igen av det nyblivna moderskapet, livserfarenheter och det växande intresset för det engelska rock-bandet Coldplay. Musiken handlade än en gång om kärlek men hade en råare karaktär och influenser från hip-hop/street. Efter ett uppehåll på fyra år och flera livsförändrande situationer släppte Norwood sitt femte studioalbum Human 2008. Skivan handlade om förlåtande, universell ärlighet och hjärtekross. Soundet förändrades drastiskt och skivans genre utgjordes nu av pop med element av countrymusik. Efter en karriärmässig och personlig "pånyttfödelse" ville Norwood överge popgenren och istället återgå till ett mera autentiskt R&B-sound på sitt sjätte studioalbum Two Eleven (2012). Skivan var en blandning av sångarens klassiska urbana pop-stil och baskraftig 1990-tals influerad hiphop. Albumspår som "Slower" och "No Such Thing as too Late" hade starkare sexuella teman än på tidigare musik utgiven av Norwood.

### Influenser

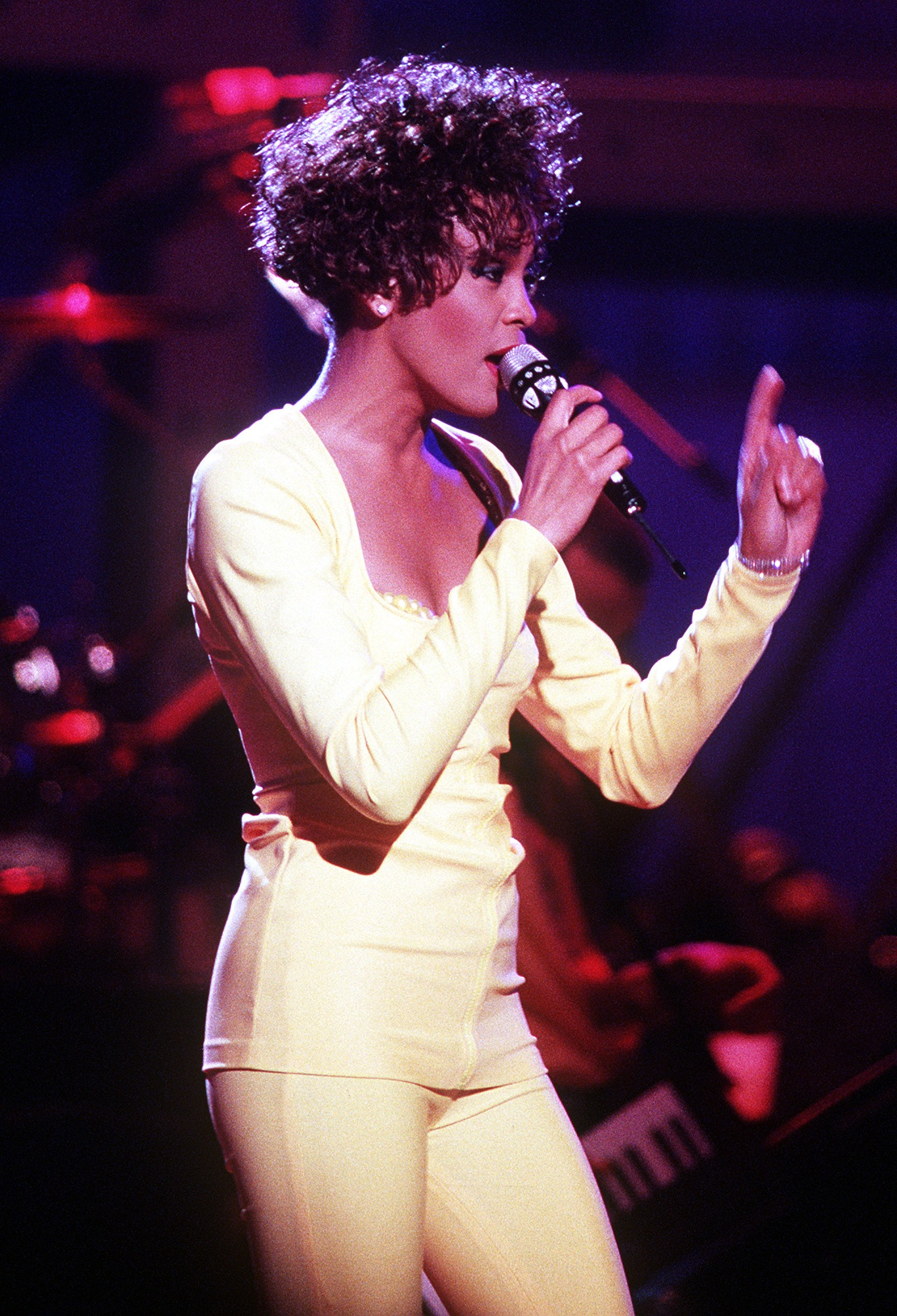
Artisten Whitney Houston, Norwoods idol och huvudsakliga inspiratör.

En stor del av Norwoods musikaliska grund kom från att se sin pappa, Willie Norwood, uppträda i kyrkan. Hon lärde sig även från att lyssna på andra artister. I en intervju sa Norwood: "Jag jobbade hårt för att lära mig kontrollera min röst. Jag lyssnade mycket på Aretha Franklin och Stevie Wonder på Whitney Houston och Boyz II Men. Jag lärde mig styrka genom att sjunga psalmer i kyrkan." Houston kom att bli hennes huvudsakliga inspiratör och anledning till att hon ville bli en "berömd sångare". Norwood berättade: "När jag var liten ville jag vara henne. Jag sa 'Pappa jag vill ut i världen och vara en sångare'. Varje gång ett musikvideoprogram eller en musikgala sändes på TV hoppades jag att hon skulle vara med. Oftast var hon det. Jag såg fram emot nya nummer av Jet, Right On och Ebony för att se de senaste bilderna på henne."
När Houston avled på Norwoods födelsedag den 11 februari 2012 beslutade hon att namnge sitt sjätte studioalbum "Two Eleven" och tillägnade det till sångaren. I en intervju förklarade hon: "Att hon lämnade oss den dagen var, för mig, som att hon sa 'du vet vad du är här för att göra'. Från ögonblicket hon öppnade sin mun för att sjunga förändrade hon mitt liv totalt." Norwood har även nämnt Enya, Sade, Janet Jackson, Michael Jackson, Mariah Carey och Kim Burrell som influenser och inspiratörer.

## Arv och inflytande
Sedan debutalbumet 1994 har Brandy Norwood vunnit över hundra prisnomineringar och belönats med titeln "Princess of R&B". Under 1990-talet i USA beskrevs hon som ett "kulturellt fenomen" och "USA:s sweetheart". Fram till 2012 hade hon sålt 8,62 miljoner album i USA och över 40 miljoner album internationellt. 1999 rankades sångaren i topp-tjugo på listan Top Pop Artists of the 1990s utgiven av Billboard. År 2010 rankades hon som en av de 50 största och framgångsrikaste tonårsstjärnorna i musikhistorien. Tillsammans med de jämngamla sångerskorna Monica och Aaliyah (som MTV kallade "Den heliga treenigheten") anses hon ha satt ny agenda för R&B-genren under början av 1990-talet med sin unga ålder och innovativa musik. Norwood var en av de yngsta artisterna att nomineras till en amerikansk Grammy Award med utmärkelsen "Best New Artist". Hennes andra studioalbum Never Say Never kom med på listan "Top 100 Certified Albums" utgiven av Recording Industry Association of America.
Norwoods sångteknik har haft en betydande inverkan på musikindustrin, särskilt inom genrerna R&B, pop och gospel. Hon tituleras ofta som "the Vocal Bible". Många musikartister har henne som influens däribland Jessie J, JoJo, Bridget Kelly, Olivia, Emeli Sandé, Jordin Sparks, Tank, Teyana Taylor, och Elle Varner. Flera av Norwoods jämlika har prisat hennes sång, däribland Kanye West, Chris Brown, Rihanna, Natasha Bedingfield, Missy Elliott, Robyn, John Legend, Jennifer Hudson, Syleena Johnson, Lil' Mo, Brian McKnight, Jill Scott, Angie Stone, Timbaland och Tamia. I en intervju med Entertainment Weekly berättade artisten Rihanna att Norwood varit en inspiration vid inspelningen till hennes platinabelönade album Good Girl Gone Bad (2007): "Brandy var verkligen inspirationen bakom albumet, jag lyssnade på Afrodisiac varje dag i inspelningsstudion." Kelly Rowland, som jobbade med Norwood på sin debut Simply Deep (2002), sade att sångerskan var en av inspirationerna bakom hennes andra studioalbum Ms Kelly (2007). Norwood har även sagts vara en idol och förebild av flera yngre sångare, däribland Dawn Richard och Bridget Kelly. I en intervju berättade R&B-sångaren Keyshia Cole att Norwood var hennes idol och huvudsakliga anledning till att hon satsade på en musikkarriär.
Den amerikanska neosoul-sångaren Erykah Badu berättade att en del av inspirationen till hennes debutalbum Baduizm (1997) kom från Norwoods debut. I en intervju sa hiphop-artisten T-Pain: "De kommande åren skulle jag gärna vilja få förbättra kvalitén av det som spelas på radio. Jag skulle jättegärna vilja få samarbeta med Brandy, det skulle vara ett bra tillfälle för mig att få expandera och växa musikaliskt." Han fortsatte: Jag älskar hennes låt "Full Moon", hon har den bästa rösten i branschen." Norwood har även blivit hyllad av rockmusikern John Frusciante, före detta gitarrist hos rockgruppen Red Hot Chili Peppers. Han prisade Brandy och kallade hennes röst för "multi-dimensionell" och "inspirerande". När han beskrev sångerskans röst och signatur förklarade han: "Man kan inte höra de utarbetade harmonierna med sitt medvetande: man måste höra dem med sitt undermedvetande." Han nämnde också att Norwood var inspirationen bakom Red Hot Chili Peppers grammy-vinnande album Stadium Arcadium (2006)

## Privatliv

### Hälsa
Norwoods privatliv och hälsa uppmärksammades av amerikansk media under 2000 och 2001. Hon beskrevs bete sig "erratiskt" och rykten om missbruk av bantningspiller florerade. Efter ett nervöst sammanbrott under en TV-inspelning lades Norwood in på sjukhus. Hon fick diagnoserna nervöst sammanbrott och dehydrering. Flera år senare bekräftade Norwood att en ätstörning och för högt arbetstempo varit bidragande orsaker till kollapsen.

### Relationer
Under skapandet av Full Moon blev Norwood tillsammans med musikkompositören Robert "Big Bert" Smith och paret började träffas i hemlighet under 2001. Norwood meddelade att hon och Smith hade gift sig vid en privat ceremoni och att hon väntade sitt första barn. Norwood födde dottern Sy'rai Iman Smith 16 juni 2002 vilket dokumenterades i Brandy: A Special Delivery som sändes på MTV. Norwood separerade från Smith 2003 efter hans otrohet. Det avslöjades senare att parets giftermål var påhittat av Norwoods team då ett barn utom äktenskapet riskerade att förstöra hennes image. Hon uppgav senare att lögnen förstörde hennes karriär och rykte i branschen. I en intervju med US Weekly flera år senare sade Norwood: "Jag ljög för rädslan av vad folk skulle tycka om mig och för att inte ses som en dålig förebild. Vår relation var äkta, vi var bara inte gifta." 2004 inledde hon en relation med NBA-spelaren Quentin Richardson. Paret förlovade sig i juli 2004 men Norwood avbröt relationen i oktober samma år. Hon valde senare att transformera en tatuering av Richardsons ansikte till en katt. Julen 2012 förlovade hon sig med musikförläggaren Ryan Press. Norwood bröt förlovningen i april 2014.

### Bilolycka
Den 31 december 2006 rapporterade nyhetskanaler att Norwood varit inblandad i en allvarlig biloycka vid föregående dag vilket hennes publicist Courtney Barnes bekräftade: "Hon önskar ni visar respekt till alla lidande av bilolyckan vid denna tidpunkt". Tvåbarnsmamman Awatef Aboudihaj fördes till Holy Cross sjukhuset i L.A. med livshotande skador men avled nästa dag. Källor till polisen berättade att Awatef inte observerade att bilarna framför saktade in varpå hennes Toyota Corolla kraschade in i framförvarande Toyota Tercel. Norwood körde sin Range Rover i 120 km/h i den femte filen på motorvägen och hann inte stanna när olyckan inträffade framför henne. Awatefs Corolla blev påkörd bakifrån i en hastighet på över 100 km/h av Norwoods SUV. Corollan sladdade över tre filer innan den träffade mitträcket, där den sekunder senare blev påkörd från sidan av en Acura Legend. En talesman för L.A.s obducenter meddelade även att det fanns spår av marijuana i Awatefs blod vid olyckan. Norwood pekades först ut som ansvarig för olyckan men i december 2007 uttalade sig Norwoods försvarsadvokat, Blair Berk till TMZ: "Vi är mycket nöjda att efter en mycket noggrannare undersökning av myndigheterna har Los Angeles statsåklagare kommit fram till att Brandy Norwood inte kommer att bli anklagad för något brott". Hon fortsatte: "Dessa tolv månader har varit otroligt svåra för Brandy och hennes familj, Brandy har blivit oskyldigt anklagad för olyckan på grund av det förhastade uttalande som Kaliforniens trafikpolis gjorde, innan en undersökning satts igång om ärendet."
Efter bilolyckan lämnade inblandade in stämningsansökningar mot varandra. Norwood stämdes av Aboudihajs föräldrar på 50 miljoner dollar, ansökningen lämnades in den 30 januari 2007. Den 13 november 2009 meddelade TMZ att Norwood inte skulle gå till en rättegång då ärendet ska ha klarats upp med Aboubihajs föräldrar. Awatef Aboudihajs man, Marouane Hdidou, lämnade också in en stämning mot Norwood. Han avvisade ett betalningsförslag på 1,2 miljoner dollar i februari 2009 men godkände ett betalningsförslag i november samma år. Aboudihajs två barn lämnade också in en stämningsansökan mot Norwood. De två barnen fick ett belopp på 300.000 dollar var av Brandy, enligt dokumenten inlämnade vid L.A. County Superior Court den 2 juni 2009. Ytterligare två bilister stämde Norwood som betalade en okänd summa till de båda. Efter händelsen fick Brandy en depression som var som djupast under 2007. Hon beskrev tiden som sin "mörkaste" och "svåraste" någonsin. Under en period på tre månader "barrikaderade" sig sångerskan från omvärlden och lämnade inte huset. Planer på ett sci-fi/action TV-spel med henne själv i huvudrollen och en egen TV-serie på kanalen FOX ställdes in. Brandy slutade arbeta på ett nästan färdigställt femte studioalbum och ställde in planer på en flytt till New York för att göra Broadwayshower.

## Diskografi
- Brandy (1994)
- Never Say Never (1998)
- Full Moon (2002)
- Afrodisiac (2004)
- Human (2008)
- Two Eleven (2012)
- b7 (2020)

## Filmografi
- Imse vimse spindel (1990)
- Askungen (1997)
- Jag vet fortfarande vad du gjorde förra sommaren (1998)
- Double Platinum (1999)
- Osmosis Jones (2001)
- Tyler Perry's Temptation (2013)